# きまじめ楽隊のぼんやり戦争
『きまじめ楽隊のぼんやり戦争』（きまじめがくたいのぼんやりせんそう、英題:The Blue Danube）は、2019年に製作された日本の長編映画。日本の映画監督、池田暁による長編第4作。
第21回東京フィルメックス 審査員特別賞受賞、第50回ロッテルダム国際映画祭ハーバー部門正式出品。2021年3月26日より公開。

## ストーリー
町境である一本の川を挟んで"朝9時から夕方5時まで"毎日規則正しく戦争している二つの町。真面目な兵隊・露木は、津平町で静かに暮らしていた。川の向こうの太原町をよく知るひとはいない。だけど、とてもコワイらしい。ある日突然、露木が言い渡されたのは、音楽隊への人事異動?!明日からどこへ出勤すればいいのやら…。そんな中、偶然出会ったのは向こう岸から聞こえる音楽だった。その音色に少しずつ心を惹かれていく一方、町では「新部隊と新兵器がやってくる」噂が広がっていてー。

## キャスト
- 前原滉：露木
- 今野浩喜：藤間
- 中島広稀：三戸
- 清水尚弥：平一
- 橋本マナミ：春子
- 矢部太郎：仁科
- 片桐はいり：城子
- 嶋田久作：板橋
- きたろう：伊達
- 竹中直人：大木
- 石橋蓮司：夏目

## スタッフ
- 監督・脚本・絵：池田暁

## 受賞
- 第21回東京フィルメックス - 審査員特別賞受賞[1]
- 第50回ロッテルダム国際映画祭 - ハーバー部門正式出品